# Eastern Health
Eastern Health was tot april 2023 een van de vier gezondheidsautoriteiten van de Canadese provincie Newfoundland en Labrador. De gezondheidsautoriteit was verantwoordelijk voor de openbare gezondheidszorg in het oostelijke gedeelte van het eiland Newfoundland. De gezondheidsautoriteit had aan haar opheffing zo'n 13.000 personeelsleden in dienst die aan de slag waren in tientallen zorginstellingen en in onder andere de verlening van thuiszorg.
In april 2022 maakte de provincieoverheid haar plannen bekend om de vier gezondheidsautoriteiten te fuseren tot een enkele gezondheidsautoriteit bevoegd voor de hele provincie. Op 1 april 2023 werd Eastern Health officieel opgeheven en werd het integraal deel van de nieuw gecreëerde Newfoundland and Labrador Health Services.

## Werkingsgebied
Het gebied dat tot 1 april 2023 onder Eastern Health viel telde ruim 300.000 inwoners, waarmee het bij verre de grootste gezondheidsautoriteit van de provincie was. Het betrof het oosten van Newfoundland van de hoofdstad St. John's tot Port Blandford, inclusief alle plaatsen op de schiereilanden Avalon, Burin en Bonavista. Via een contractuele overeenkomst verleende Eastern Health ook gespecialiseerde zorg aan de inwoners van de Franse archipel Saint-Pierre en Miquelon.

## Faciliteiten
Eastern Health overzag negen ziekenhuizen. Naast zes algemene ziekenhuizen betrof het een kinderziekenhuis, een psychiatrisch ziekenhuis en een revalidatieziekenhuis.
Daarnaast telde de gezondheidsautoriteit zeven gezondheidscentra, namelijk zorginstellingen die een breed scala aan zorg aanbieden, maar in tegenstelling tot ziekenhuizen geen hooggespecialiseerde zorg uitvoeren (met uitzondering van het kankerbehandelingscentrum). De gezondheidscentra zijn meestal gevestigd in kleinere regionale centra.
Langetermijnzorg werd door Eastern Health aangeboden in twintig langetermijnzorgcentra. Vijftien van deze centra waren op zichzelf staande faciliteiten, terwijl de vijf overige centra eigenlijk afdelingen waren binnen een gezondheidscentrum of gemeenschapskliniek. Het ging hier zowel om zorg voor ouderen als zorg voor geestelijk gehandicapte personen.
Op lokaal niveau bood Eastern Health op bepaalde plaatsen ook een aanbod van community services and clinics (gemeenschapsdiensten en -klinieken). In kleinere dorpen ging het om algemene basale eerstelijnszorg terwijl er in de Metropoolregio St. John's ook kleinschalige centra met een specifieker dienstverleningsaanbod waren (zoals sociale begeleiding, pre- en postnatale begeleiding, mentale gezondheidszorg en verslavingszorg).

### Ziekenhuizen
- Bonavista Peninsula Health Centre[9] (Bonavista)
- Carbonear General Hospital (Carbonear)
- Dr. A.A. Wilkinson Memorial Health Centre (Old Perlican)
- Dr. G.B. Cross Memorial Hospital (Clarenville)
- Dr. L.A. Miller Centre, revalidatieziekenhuis (St. John's)
- Health Sciences Centre (St. John's)
- Janeway Children's Health and Rehabilitation Centre, kinderziekenhuis (St. John's)
- St. Clare's Mercy Hospital (St. John's)
- Waterford Hospital, psychiatrisch ziekenhuis (St. John's)

### Gezondheidscentra
- Bay Bulls Community Health Centre[10] (Bay Bulls)
- Burin Peninsula Health Care Centre (Burin)
- Dr. H. Bliss Murphy Cancer Centre (St. John's)
- Dr. S. Beckley Health Centre (Grand Bank)
- Dr. Walter Templeman Health Care Centre (Wabana)
- Dr. Wm H. Newhook Community Health Centre (Whitbourne)
- Placentia Health Centre (Placentia)

### Langetermijnzorgcentra
De vijftien hieronder vermelde plaatsen zijn volledig of grotendeels op langetermijnzorg gerichte faciliteiten. Eastern Health biedt daarnaast ook zorg aan in verschillende hierboven reeds vermelde faciliteiten.
- Blue Crest Nursing Home (Grand Bank)
- Bonavista Bungalows Protective Community Residence (Bonavista)
- Caribou Memorial Veteran's Pavillion (St. John's)
- Clarenville Protective Community Care Residence (Clarenville)
- Dr. Albert O’Mahony Memorial Manor (Clarenville)
- Golden Heights Manor (Bonavista)
- Lions Manor Nursing Home (Placentia)
- Long Pond Community Care Centre (Long Pond, Conception Bay South)
- Pleasantview Towers (St. John's)
- Pte. Josiah Squibb Memorial Pavilion (Carbonear)
- Saint Luke's Homes (St. John's)
- Salvation Army Glenbrook Lodge (St. John's)
- St. Patrick's Mercy Home (St. John's)
- The Agnes Pratt Home (St. John's)
- Tuckamore Centre (Paradise)

### Gemeenschapsdiensten en -klinieken
- Bay Roberts Regional Centre (Bay Roberts)
- Bonavista Community Supports (Bonavista)
- Chapel Arm Medical Clinic (Chapel Arm)
- Coish Place (Clarenville)
- Come By Chance District Office[16] (Come By Chance)
- Community Health Nursing Office (King's Cove)
- Conception Bay South Clinic – Zone 5 (Long Pond, Conception Bay South)
- DM Brown Building (Clarenville)
- Ferryland Health and Community Service Clinic (Ferryland)
- Harbour Grace Regional Centre / Taylor Building (Harbour Grace)
- Heart's Delight District Office (Heart's Delight, Heart's Delight-Islington)
- Holyrood Regional Office (Holyrood)
- Kidney Care Centre / Mount Pearl Square (Mount Pearl)
- Lethbridge District Office (Lethbridge)
- Marystown Community Services (Marystown)
- Mount Carmel Health Centre (Mount Carmel)
- Mount Pearl Square Community Services (Mount Pearl)
- Nurse Abernathy Clinic (Trepassey)
- Old Perlican District Office (Old Perlican)
- Placentia District Office (Placentia)
- Placentia West Medical Clinic (Boat Harbour West)
- Powell Clinic (Bay Roberts)
- Shamrock Medical Centre (Ferryland)
- South East Bight Clinic (South East Bight)
- St. Bride's District Office (St. Bride's)
- St. Mary's Health Centre (St. Mary's)
- Terrenceville Medical Clinic (Terrenceville)
- The Grace Centre (Harbour Grace)
- Torbay Community Health Clinic (Torbay)
- Trinity Medical Clinic (Trinity)
- U.S. Memorial Health Centre (St. Lawrence)
- Western Bay Medical Clinic (Western Bay)
- Whitbourne Community Services Centre (Whitbourne)

St. John's
- Adolescent House
- Buckmaster's Circle Community Centre[16]
- Charles R. Bell Building (Wishingwell Park)
- Cordage Place – Zone 2 (Mundy Pond)
- Eastern Health 657 Topsail Road
- Froude Avenue Community Health Office (Mundy Pond)
- LeMarchant House (Downtown)
- MacMorran Community Centre[16] (Bell's Turn)
- Major's Path Clinic
- Nuclear and Molecular Medicine Facility
- Portugal Cove Community Health Clinic / Major's Path
- Rabittown Community Health Office (Churchill Park)
- Recovery Centre
- Rutter Building (Wishingwell Park)
- Shea Heights Community Health Centre (Shea Heights)
- Terrace on the Square (Churchill Park)